# Sciaphilomastax peruviana
Sciaphilomastax peruviana is een rechtvleugelig insect uit de familie van de Eumastacidae. De wetenschappelijke naam van deze soort werd voor het eerst geldig gepubliceerd in 1973 door Marius Descamps.